# Pelagial
Pelagial è il settimo album in studio del gruppo musicale tedesco The Ocean, pubblicato il 26 aprile 2013 dalla Metal Blade Records.

## Descrizione
Prima pubblicazione a figurare il bassista Chris Breuer al posto di Louis Jucker (sebbene quest'ultimo abbia ugualmente contribuito alla registrazione dell'album), si tratta di un concept album incentrato su un viaggio che inizia sulla superficie dell'oceano e si direziona verso l'abisso toccando tutte e cinque le zone del dominio pelagico, che rappresentano i titoli dei brani. Come spiegato dal chitarrista Robin Staps, autore unico del disco, i testi si estendono anche a un viaggio astratto e psicologico della mente umana, così come il concept viene rappresentato anche dal punto di vista musicale, con sonorità che appaiono inizialmente soft per poi divenire gradualmente più pesanti verso il finale.

Il gruppo ha inoltre spiegato come Pelagial fosse stato concepito inizialmente come un album interamente strumentale, motivazione in particolar modo dovuto ai problemi di salute che il cantante Loïc Rossetti stava affrontando all'epoca. Tuttavia, lo stesso Rossetti è stato in grado di registrare le proprie parti vocali, come dichiarato dal chitarrista Jonathan Nido:

## Promozione
Nel periodo antecedente alla pubblicazione dell'album, l'11 marzo 2013 i The Ocean hanno reso disponibile per l'ascolto il brano Bathyalpelagic II: The Wish in Dreams, seguito il 25 dello stesso mese da Hadopelagic II: Let Them Believe.
L'8 aprile la rivista Spin ha presentato in anteprima sul proprio sito lo streaming completo della versione strumentale dell'album, mentre il 15 aprile è stato reso disponibile Bathyalpelagic III: Disequillibrated attraverso il canale YouTube della Metal Blade Records. Tra aprile e maggio il gruppo ha presentato dal vivo alcuni brani dell'album durante la loro partecipazione al tour europeo dei Cult of Luna in qualità di artisti d'apertura.
All'album è seguito una tournée europea svoltasi a novembre 2013, durante la quale il gruppo è stato supportato dai Tides from Nebula e dagli Abraham. Pochi giorni prima dell'inizio del tour sia il batterista Luc Hess che il chitarrista Jonathan Nido hanno annunciato che avrebbero abbandonato il gruppo al suo termine, avvenuto il 28 novembre 2013. A sostituirli sono stati rispettivamente Paul Seidel e Damian Murdoch. Tra febbraio e aprile 2014 i The Ocean hanno intrapreso una tournée nordamericana accompagnati da Scale the Summit, The Atlas Moth e Silver Snakes.

## Tracce
Testi e musiche di Robin Staps.
1. Epipelagic – 1:12
2. Mesopelagic: Into the Uncanny – 5:56
3. Bathyalpelagic I: Impasses – 4:24
4. Bathyalpelagic II: The Wish in Dreams – 3:18
5. Bathyalpelagic III: Disequillibrated – 4:27
6. Abyssopelagic I: Boundless Vasts – 3:27
7. Abyssopelagic II: Signals of Anxiety – 5:05
8. Hadopelagic I: Omen of the Deep – 1:07
9. Hadopelagic II: Let Them Believe – 9:17
10. Demersal: Cognitive Dissonance – 9:05
11. Benthic: The Origin of Our Wishes – 5:55

CD/10" bonus nell'edizione speciale
1. Epipelagic (Instrumental Version) – 1:12
2. Mesopelagic: Into the Uncanny (Instrumental Version) – 5:56
3. Bathyalpelagic I: Impasses (Instrumental Version) – 4:24
4. Bathyalpelagic II: The Wish in Dreams (Instrumental Version) – 3:18
5. Bathyalpelagic III: Disequillibrated (Instrumental Version) – 4:27
6. Abyssopelagic I: Boundless Vasts (Instrumental Version) – 3:27
7. Abyssopelagic II: Signals of Anxiety (Instrumental Version) – 5:05
8. Hadopelagic I: Omen of the Deep (Instrumental Version) – 1:07
9. Hadopelagic II: Let Them Believe (Instrumental Version) – 9:17
10. Demersal: Cognitive Dissonance (Instrumental Version) – 9:05
11. Benthic: The Origin of Our Wishes (Instrumental Version) – 5:55

DVD bonus nell'edizione box set
1. Pelagial (A Film by Craig Murray)

## Formazione
Gruppo
- Luc Hess – batteria
- Louis Jucker – basso
- Chris Breuer – basso
- Loïc Rossetti – voce
- Robin Staps – arrangiamento, chitarra, campionatore
- Vincent Membrez – tastiera
- Craig Murray – arti visive

Altri musicisti
- Philippe Glandien – arrangiamento aggiuntivo strumenti ad arco e pianoforte
- Regula Schwab – violino
- Isabelle Gottraux – viola
- Catherine Vay – violoncello
- Tomas Hallbom – voce aggiuntiva (tracce 5 e 10)
- Mitch Hertz – assolo di chitarra (traccia 5)

Produzione
- Robin Staps – produzione
- Jens Bogren – produzione, missaggio, mastering
- Julien Fehlmanm – registrazione e ingegneria del suono batteria e strumenti ad arco

## Classifiche
| Classifica (2013) | Posizione massima |
| ----------------- | ----------------- |
| Germania          | 68                |